# تشاونسي فيشر
تشاونسي فيشر (بالإنجليزية: Chauncey Fisher)‏ هو لاعب كرة قاعدة أمريكي، ولد في 8 يناير 1872 في مدينة اندرسون في الولايات المتحدة، وتوفي في 27 أبريل 1939 في لوس أنجلوس في الولايات المتحدة.